# Антивирус
Антивирусни софтвер или антивирус је рачунарски софтвер који се користи за заштиту, идентификацију и уклањање рачунарских вируса, као и других штетних програма који могу да узрокују проблеме у коришћењу рачунара или оштетити податке.
За разлику од првобитних антивирусни софтвера који су били базирани искључиво на третирању рачунарских вируса, модерни антивирусни софтвер се дизајнира тако да систем штити од што већег броја различитих могућих малвера, као што су црви, фишинг напади, бекдор, руткит, тројанци.

## Историја
Прво познато уклањање једног рачунарског вируса извршено је 1987. године софтвером Бернт Фикс, а радило се о једном од првих познатих вируса — Виена вирусу.

## Методе идентификације
Постоји неколико метода које антивирусни софтвер користи за идентификацију штетног софтвера. У зависности од софтвера може се користити и више метода.
Детекција базирана на сигнатурама - најчешће коришћен метод за идентификацију штетног софтвера. Да би пронашао вирус или други злонамерни програм, софтвер упоређује садржај датотеке са садржајем каталога потписа вируса. Пошто вирус може бити угнежђен у саму датотеку, проверава се и њен садржај, као и садржај свих њених саставних делова, ако се ради о сложеној или компримованој датотеци.
Детекција штетних активности - антивирусни софтвер надгледа софтвер у окружењу који са којим рачунарски систем комуницира. Уколико детектује сумњиве активности неког софтвера, додатно га детаљно проверава користећи неку од метода детекције. Ова метода је погодна за детекцију нових и непознатих вируса.
Хеуристичка метода - слично методи детекције штетних активности ова метода се може користити код нових и непознатих вируса. Може се користити на два начина: анализа датотека и емулација датотека. Анализа датотека је процес трагања за сумњивим командама у датотекама. Ако, рецимо једна датотека у себи садржи команду: форматирај диск ц, хеуристички софтвер ће детаљно проверити ову датотеку. Слабост ове методе је то што она може знатно успорити рачунарски систем проверавајући велики број датотека.
Емулација датотека је метода која извршава програм у виртуелном окружењу и бележи све акције које он изврши. Анализом забележених акција може се утврдити да ли програм може угрозити рачунарски систем.

## Алати за уклањање вируса
Алати за уклањање вируса (Вирус ремовал тоолс) представљају софтвер дизајниран за уклањање специфичне врсте вируса. За разлику од комплетних антивирус програма они су базирани само на одређену групу вируса, али их зато уклањају са знатно већом ефикасношћу. Најпознатији су МцАфее Стингер и Microsoft Malicious Software Removal Tool. Већина ових алата је бесплатна.

## Перформансе
Већина квалитетних и свеобухватних антивирусни софтвера знатно утичу на перформансе система. Разлог томе је активна антивирусна заштита која у реалном времену проверава све датотеке и програме којима систем приступа. Није препоручљиво, мада је у већини антивирусног софтвера могуће, привремено или трајно искључење активне антивирусне заштите.

## Безбедност
Антивирусни софтвер сам по себи носи безбедносни ризик јер се извршава на системском нивоу овлашћења и може приступити самом језгру оперативног система. Ово је неопходно за њихову ефикасност, али истовремено може представљати и потенцијалну опасност.
Дешава се да се неки спајвер (програми за шпијунирање) на интернету представљају као антивирусни софтвер. Због тога је потребно добро проверити да ли је антивирусни софтвер који се скида са интернета заиста антивирус.
Антивирусни софтвер често нуди опцију аутоматског брисања или стављања у карантин сумњивих датотека. Када је ова опција укључена може се онемогућити извршавање неке од системских и програмских датотека, па и читавог оперативног система.

## Системска ограничења
Симултано извршавање више антивирусних програма може знатно угрозити перформансе система.
За инсталацију програмских додатака, управљачких програма и надградње система често је неопходно привремено искључити активну антивирусну заштиту.
Активна антивирусна заштита може делимично или потпуно онемогућити промене на систему.

## Преносни уређаји
Паралелно са развојем различитих врста преносних уређаја, развили су се и вируси који их нападају. Као последица ове појаве произвођачи антивирусног софтвера развили су и понудили су тржишту софтвер прилагођен овим уређајима.
Код ових уређаја чешће се примењују хардверски базирана решења. Антивирусни софтвер испоручује произвођач преносног уређаја у самом уређају у виду неке врсте РОМ меморије, који проверава садржај на преносном уређају. Овакав вид заштите користи се код USB флеш меморије, мобилних телефона и сл. уређаја.

## Остале методе заштите
Осим коришћењем антивирусног софтвера, заштита од вируса се може појачати и реализацијом мрежног фајервола, или коришћењем система виртуелизације. Ове методе заштите, у сваком случају, не могу заменити антивирусни софтвер, већ само допунити систем заштите, пре свега у домену нових и неоткривених вируса.

#### Мрежни фајервол
Мрежни фајервол (заштитни зид) спречава да неидентификовани програми и интернет процеси приступају систему или његовом делу који се штити. Он није антивирусни систем, не детектује нити уклања вирусе. Ипак, помаже заштиту система од спољних напада затварајући рачунарски систем или рачунарску мрежу, ограничавајући или блокирајући све сумњиве активности које су инициране изван заштићеног дела система. Фајервол то чини тако што блокира све улазне и излазне захтеве на контролисаним TCP/IP портовима.
Фајервол је дизајниран тако да контролише комплетан приступ систему из окружења и не може бити алтернатива антивирусном софтверу већ само његова допуна.

#### Виртуелизација система
Ова метода заштите се изводи виртуелизацијом радног система. Апликације се изолују од оперативног система чиме се избегава давање привилегија програмима за приступ језгру оперативног система. Виртуелизовани систем након рестартовања поново формира комплетну структуру, тако да ресетује све промене на систему па и оне које би евентуално учинио вирус или неки други малвер. На овај начин се добија ефекат као да вирус и уклоњен.
Недостаци ове методе се огледају у томе да један део података ипак остаје невиртуелизован и тиме незаштићен, тако да ти подаци могу бити оштећени или украдени. Из тог разлога ни метода виртуелизације не може заменити антивирусни софтвер, али подиже ниво безбедности система.